# تپه سرهنگ
تپه سرهنگ مربوط به دوران پیش از تاریخ ایران باستان تا دوران‌های تاریخی پس از اسلام است و در شهرستان آزادشهر، بخش مرکزی، روستای زیتونلی واقع شده و این اثر در تاریخ ۳۰ تیر ۱۳۸۴ با شمارهٔ ثبت ۱۲۲۴۶ به‌عنوان یکی از آثار ملی ایران به ثبت رسیده است.